# TV Tropes
TV Tropes — вікіпроєкт, який збирає і документує описи та приклади сюжетних умовностей і прийомів, які він іменує тропами, у багатьох художніх творах. З моменту свого заснування 2004 року сайт змістив фокус з висвітлення різноманітних тропів на тропи в медіа, іграшках, літературі та пов'язаних з ними фандомах, а також на деякі немедійні предмети, такі як історія, географія та політика. Характер сайту як постачальника коментарів до поп-культури та художньої літератури привернув увагу та критику з боку кількох вебперсонажів та блогів. Користувачів спільноти TV Tropes називають «троперами», в основному це люди віком від 18 до 34 років.
З квітня 2008 року до липня 2012 року TV Tropes публікував вільний контент. У липні 2012 року TV Tropes змінив свою ліцензію, щоб дозволити лише некомерційне розповсюдження свого контенту, але продовжив розміщувати попередні роботи за новою ліцензією на розповсюдження.
Сайт TV Tropes працює на власному програмному забезпеченні вікірушія, дуже сильно модифікованій версії PmWiki, але до такої межі, що на сайті PmWiki зазначено, що він «більше не використовує PmWiki жодним чином [окрім як в URL-адресі]» і «[не використовує] жодного коду», але не має при цьому відкритого вихідного коду. До жовтня 2010 року можна було редагувати анонімно. Зараз анонімно можна лише переглядати сайт, а для всіх інших дій потрібна обов'язкова реєстрація. Сайт має два підвікі, призначені для класифікації більш неформальних тропів (і дотримуються менш суворих стандартів). Darth Wiki, названа на честь Дарта Вейдера з «Зоряних воєн» як гра на «темній стороні» TV Tropes, є ресурсом для більш критичних прикладів тропів і іноді висвітлює «темну сторону» різних творів, а Sugar Wiki присвячена вихвалянням речей і має бути «солодкою стороною» TV Tropes (штурмовик у пастельних тонах на головній сторінці є каламбуром на обидві підвікі). Іноді, щоб продемонструвати подвійну природу певних творів, для них створюються окремі сторінки.

## Історія
TV Tropes був заснований 2004 року програмістом під псевдонімом «Fast Eddie». За його словами, він зацікавився конвенціями фантастики під час навчання в Массачусетському технологічному інституті 1970-х років і після перегляду інтернет-форумів 1990-х. 2014 року він продав сайт Дрю Шентрупу та Крісу Річмонду, які запустили Kickstarter, щоб оновити кодову базу та дизайн.
Спочатку TV Tropes зосереджувався на серіалі «Баффі — переможниця вампірів», згодом розширив своє охоплення на багато форм медіа, включно з фанфікшн. Сайт також висвітлює багато інших тем, в тому числі інтернет-джерела, такі як Вікіпедія (яку часто жартома називають «Іншою Вікі» (англ. Other Wiki)). Статті на сайті часто стосуються реального життя або вказують на реальні ситуації, де застосовуються певні тропи. Сайт використовує свій неформальний стиль для опису таких тем, як наука, філософія, політика та історія в розділі «Корисні нотатки» (англ. Useful Notes). TV Tropes не має стандартів впізнаваності для творів, які він охоплює. Він також може бути використаний для рекомендації менш відомих медіа на сторінці «Needs More Love» (укр. Потребує більше любові).
У жовтні 2010 року, під час того, що сайт назвав «Інцидент з Google», Google тимчасово відкликав свою послугу AdSense з сайту після того, як визначив, що сторінки, що стосуються тропів для дорослих, не відповідають його умовам обслуговування. Сайт відокремив статті NSFG (Небезпечні для Google) від статей SFG (Безпечні для Google), щоб дозволити обговорення цих видів тропів.
В окремому інциденті 2012 року, у відповідь на інші скарги Google, TV Tropes змінив свої правила, щоб обмежити висвітлення сексистських тропів і тропів про зґвалтування. Феміністичний блог The Mary Sue розкритикував це рішення, оскільки воно піддало цензурі документацію сексистських тропів у відеоіграх і підлітковій літературі. ThinkProgress також засудив сам Google AdSense за те, що вона створює фінансові перешкоди для обговорення таких тем. Після інциденту з сайту також були видалені порнографічні тропи і твори, а також додатковий контент, який було визнано неприйнятним для висвітлення.

## Зміст
На сайті є вступ до різних художніх робіт і тропів. Стаття про роботу містить її короткий опис, разом зі списком використаних у ній тропів. Сторінки, присвячені тропам, діють навпаки: після опису самого тропа наводиться список його появи в різних художніх роботах.
Сторінки тропів створюються через стандартизовану схему створення, упродовж якої інші учасники сайту висловлюють свою думку, додаючи приклади та пропонуючи покращення. Назви тропів зазвичай дають за випадок їхнього використання, що особливо запам'ятовується. Проте існує певний відбір у створенні та найменуванні тропів, які є суб'єктами критики та обговорення до і після того, як троп стане повністю прийнятий. Новий троп має бути і не надто пересічним, і достатньо поширеним у художніх роботах, щоб бути внесеним на сайт. До того ж існує безперервний процес зміни незрозумілих або (і) важких для розуміння посилань на популярну культуру на більш зрозумілі.
2008 року сайт зазнав значної зміни дизайну та організації сайту, такої як введення простору імен, а 2009-го було додано інші мовні розділи, з яких найбільш розвиненим є німецький.
Використання сайту TV Tropes вчить користувача аналізувати та досліджувати художні роботи. Часті користувачі сайту під час перегляду будь-якої роботи можуть знаходити і розкладати її на сюжетні ходи, список яких, що постійно поповнюється, представлений на сайті.

## Критика
В інтерв'ю зі співзасновником TV Tropes Fast Eddie блог io9 від Gawker Media описав тон публікацій на сайті як часто легкий і кумедний. Автор жанру кіберпанк Брюс Стерлінг якось описав стиль сайту як «кривий аналіз фанфіків». Есеїстка Лінда Бьорзей описала TV Tropes як технологічний континуум класичної архетипної літературної критики, здатний іронічно деконструювати повторювані елементи з художніх творів. Економіст Робін Генсон, натхненний науковим аналізом вікторіанської літератури, вважає, що TV Tropes пропонує справжню скарбницю інформації про художню літературу — чудову можливість для дослідження її природи. Нік Дуглас у Lifehacker порівняв TV Tropes з Вікіпедією, рекомендуючи «використовувати [TV Tropes], коли Вікіпедія здається непроникною, коли вам потрібні думки більше, ніж факти, або коли ви закінчили читати статтю у Вікіпедії і тепер хочете отримати найсоковитішу інформацію, яку важко підтвердити, і якої немає у Вікіпедії». У статті для The Believer Шантель Таттоллі зазначила: «Це дуже приємно — йти туди і рахуватися з шаблонами, створеними з плином часу, в різних культурах, середовищах і жанрах, — і ловити їх у ротації».
У книзі «Медіа після Дельоза» автори Девід Сават і Тауель Гарпер стверджують, що хоча TV Tropes і пропонує «чудову археологію сторітелінгу», сайт підриває творчість і досвід, намагаючись «класифікувати і репрезентувати» кожну частину твору.

## Аналоги в Україні
Станом на поточний момент аналогів TV Tropes в Україні немає.